# زينة زكي
زينة زكي ولدت عام 1974  ، وهي مصممة أزياء عراقية  ، وأطلقت أول عرض أزياء خاص بها في دولة الأمارات المتحدة العربية في مدينة دبي عام 2003 ، وظلت دار الازياء التابعة لها تعمل تحت أسم «جوليا دوماني»، وكانت تصاميمها تجمع بين تصاميم كلا من العصر الفيكتوري والإدواردي ، والتي قد لاقت رواجا كبيرا بين مصممي الأزياء الإمارتيين.

## حياتها الشخصية
ولدت زينة زكي في مدينة كوبنهاجن بالدنمارك لأبوين عراقيين، وبعد عامين انتقلت زينة ووالديها إلى رومانيا ومنها إلى الكويت ثم إلى العراق وأخيرا إلى الإمارات ، ولقد جاءت زينة زكي من عائلة فنية فوالدها عمل كمصمم ديكور وقام بعمل التصميمات الخاصة بمطعميه في مدينة دبي وفي لوس أنجلوس ، كما عملت والدتها أيضا في مجال تصميم الأزياء لذلك اكتسبت زينة الخبرة من والدتها ولم تضطر للالتحاق بجامعة خاصة بدراسة الأزياء. وأشارت زينة زكي إلى كلا من مصممي الأزياء إيلي صعب وفلانتينو بأنهما المفضلان لديها في هذا المجال.

## حياتها المهنية
أطلقت زينة زكي أول مجموعة تصاميم خاصة بها في مركز دبي التجاري العالمي في عام 2006، وبعد عرض تصاميمها في مركز التجارة العالمي علق خبير الأزياء العالمي مايكل ماندفيل بهذا «لن أتعجب أكثر من ذلك، فيكفي أن نعلم أن زينة زكي هي أبنة أقدم حضارة في تاريخ البشرية وهي بلاد ما بين النهرين ( العراق ) لقد خرجت زينة من رماد تلك الحضارة العظيمة، والآن يمكننا أن نرى العراق وهي تتألق مجددا.»، وفي عام 2007 شاركت زينة في عرض أزياء العروسة بدبي، وفي عام 2010 نالت زينة جائزة أفضل مصممة ملابس جاهزة في أسبوع دبي للأزياء والموضة، زادت شعبية ماركة دوماني الخاصة بزينة بعد أن افتتحت دار لبيع الأزياء في مركز بالم ستريب للتسوق في جميرا بدبي.